# Ridin' the Storm Out
| Recensione              | Giudizio    |
| ----------------------- | ----------- |
| AllMusic                | [ 4 ]       |
| Sputnikmusic            | 3.5 (Great) |
| Dizionario del Pop-Rock | [ 6 ]       |

Ridin' the Storm Out è il terzo album discografico della rock band statunitense REO Speedwagon, pubblicato dalla casa discografica Epic Records nel dicembre del 1973.
Fu il primo album ad avvalersi di Mike Murphy come cantante.

## Tracce
Lato A
1. Ridin' the Storm Out – 4:10 (Gary Richrath)
2. Whiskey Night – 4:42 (Gary Richrath)
3. Oh Woman – 2:48 (Gary Richrath)
4. Find My Fortune – 2:53 (Gary Richrath)
5. Open Up – 3:30 (Stephen Stills)

Lato B
1. Movin' – 3:17 (Kevin Cronin)
2. Son of a Poor Man – 3:47 (Gary Richrath)
3. Start a New Life – 3:48 (Gary Richrath)
4. It's Everywhere – 3:42 (Kevin Cronin)
5. Without Expression (Don't Be the Man) – 3:53 (Terry Reid)

## Formazione
- Mike Murphy - voce solista
- Gary Richrath - chitarra
- Neal Doughty - tastiere, sintetizzatore
- Gregg Philbin - basso
- Alan Gratzer - batteria

Ospiti
- Joe Walsh - chitarra slide (brani: Whiskey Night, Open Up e Start a New Life)
- Guille Garcia - percussioni
- Gene Estes - percussioni
- Gloria Jones - accompagnamento vocale, coro
- Carolyn Willis - accompagnamento vocale, coro
- Oma Drake - accompagnamento vocale, coro

Note aggiuntive
- Bill Halverson - produttore (per Jordan Productions, Inc.), ingegnere delle registrazioni
- Registrazioni effettuate nell'estate del 1973 al Wally Heider's Recording Studios ed al The Record Plant di Los Angeles, California (Stati Uniti)
- Andy Bloch e Biff Dawes - ingegneri delle registrazioni (al Wally Heider's Recording Studios)
- Austin Godsey e Gary Olazabal - ingegneri delle registrazioni (al The Record Plant)
- Gary Ladinski - ingegnere delle registrazioni aggiunto
- Mastering effettuato al Artisan Sound Recorders di Los Angeles, California
- Irv Azoff - direzione
- Bob Jenkins - fotografie
- Jimmy Wachtel - type design[9]